# Curtiss P-1 Hawk
Il  Curtiss P-1 Hawk, designazione aziendale Model 34, fu un aereo da caccia monomotore, monoposto e biplano, sviluppato dall'azienda aeronautica statunitense Curtiss Aeroplane and Motor Company nei primi anni venti del XX secolo.
Adottato principalmente dallo United States Army Air Corps, l'allora componente aerea dello United States Army (esercito statunitense), rimase operativo in patria fino ai primi anni del decennio successivo e all'estero, nella thailandese Kongthap Akat Thai fino al termine degli anni quaranta.
Una variante precedente dello stesso aereo era stata designata, anteriormente al 1925, PW-8.

## Storia del progetto

### PW-8

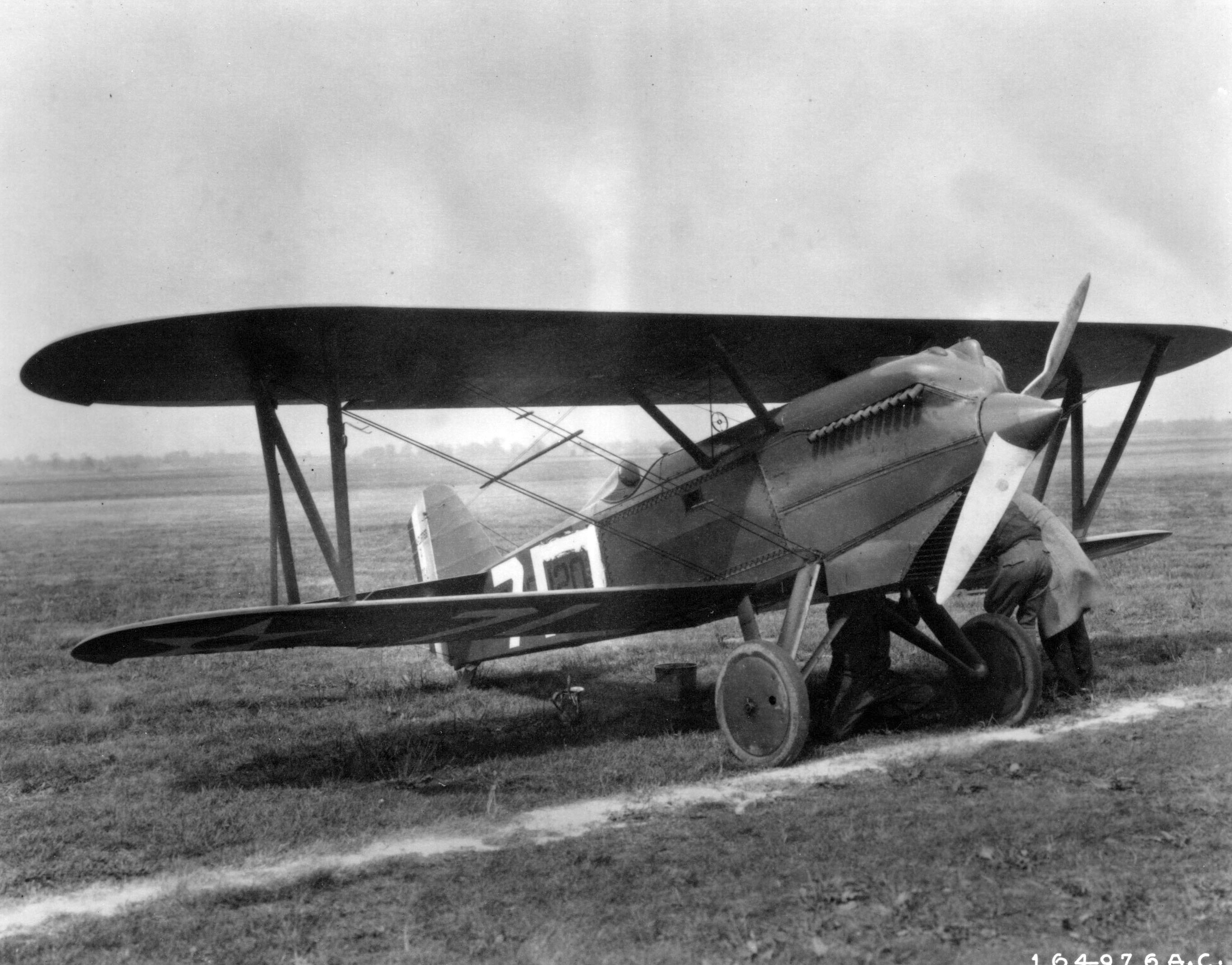
XPW-8B prototipo del P-1

Il Curtiss P-1 Hawk fu il primo aereo dell'US Army Air Service a cui fu assegnato la lettera "P" (iniziale di Pursuit, intercettazione in italiano). Tale designazione sostituiva diverse sigle precedenti, quali, ad esempio, "PW" (per "Pursuit, Water-cooled engine").
Il P-1 fu la versione di serie del Curtiss XPW-8B, una variante migliorata del PW-8, 25 dei quali furono operativi con il 17º Squadrone da intercettazione.
Nel settembre del 1923, l'esercito americano ordinò la produzione in serie del PW-8. che era stato sviluppato partendo dal racer R-6.

### P-1

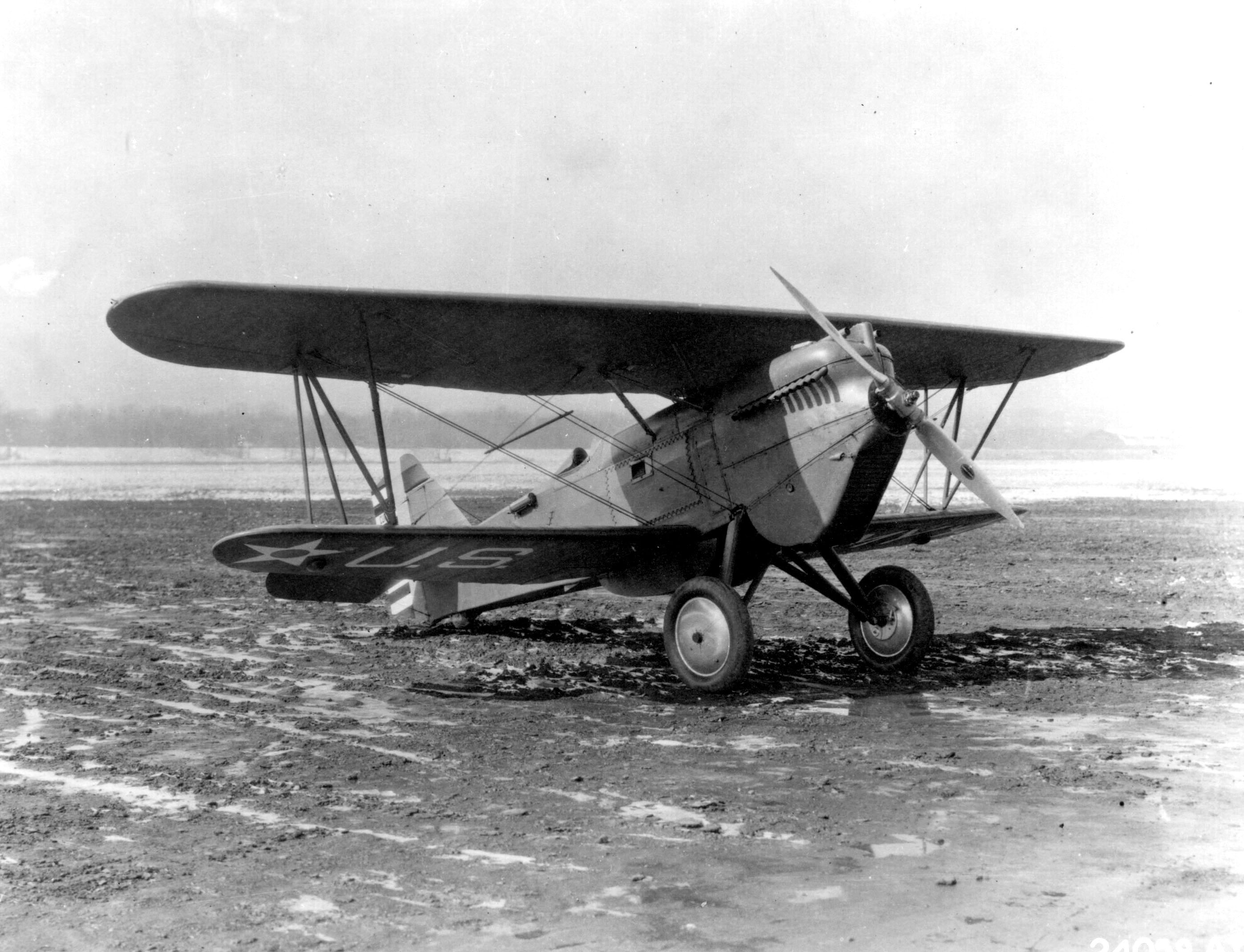
P-1B Hawk

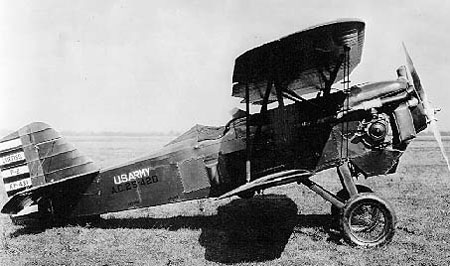
P-2 Hawk

La prima serie di P-1 prodotti (numeri di serie 25-410), venne consegnata il 17 agosto 1925 e venne seguita, negli anni successivi, dalle varianti P-1B e P-1C con motori migliorati. Le nuove varianti P-1 rimasero in servizio fino al 1930.
L'ordine del 7 marzo del 1925 per il P-1 richiedeva anche cinque aerei che montassero i più potenti motori Curtiss V-1400 da 500 hp (373 kW), che vennero completati nel gennaio del 1926. Il primo di essi venne poi modificato con un turbocompressore montato sul lato destro della fusoliera e la cui turbina veniva azionata dallo scarico del motore; l'esemplare venne designato XP-2.
Tuttavia il motore Curtiss V-1400, dotato o meno dell'impianto di sovralimentazione, non fu mai in grado di soddisfare le aspettative circa il suo sviluppo così da far prendere la decisione, dopo un anno di servizio, di sostituirlo in tre dei P-2 Hawk col meno potente ma più affidabile Curtiss D-12; in questo caso gli esemplari vennero ridenominati P-1. La quinta macchina montò invece un motore Curtiss V-1570 "Conqueror" e, ridesignata XP-6, utilizzata all'edizione 1927 delle National Air Races; in seguito fu utilizzata come prototipo del P-6 Hawk.
Complessivamente entrarono in servizio 93 P-1, nelle varianti P-1, P-1A, P-1B e P-1C. Altri 52, nelle varianti P-1D, P-1E e P-1F, derivarono dalla conversione di altri modelli di Hawk, principalmente aerei da addestramento AT-4 e AT-5

### P-3 e P-5

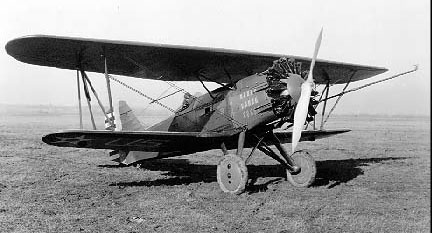
P-3 Hawk

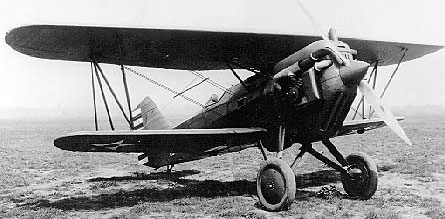
P-5 Superhawk

Il P-3 Hawk era simile al P-1 ma equipaggiato con un motore radiale R-1340-3 Wasp, un 9 cilindri raffreddato ad aria. 
Originariamente dotato del motore Curtiss R-1454 da 390 hp (291 kW), che si dimostrò insoddisfacente, venne rimotorizzato con un Pratt & Whitney R-1340 da 410 hp (306 kW).
Due XP-3A vennero rimotorizzati nel 1929 e 1930 con propulsori, sempre radiali a 9 cilindri, Pratt & Whitney R-985-1 Wasp Junior. Questi aerei vennero ridesignati XP-21. Su questi velivoli furono condotte prove di volo, ma non venne mai iniziata la produzione in serie.
Cinque P-5 Superhawks, simili al P-1C ma senza il motore turbocompresso Curtiss D-12F, vennero realizzati nel 1928. Durante le prove di volo il modello riuscì a raggiungere la velocità massima di 166 mph (267 km/h) a 25 000 ft (7 600 m) di quota, notevolmente superiore a quella del P-1A, ma le prestazioni a bassa quota erano inferiori.

### AT-4 e AT-5 da addestramento
Due varianti monoposto, da addestramento avanzato, vennero prodotte con la sigla AT-4 e AT-5A, usando Motori V-8 Wright-Hisso E/Wright-Hisso V-720. In seguito vennero ri-motorizzati coi Curtiss D-12D e tornarono ad essere usati come aerei da combattimento, con la denominazione, rispettivamente, di P-1D e P-1F. Cinque varianti di prova AT-4 / XAT-5 vennero riclassificate come P-1E.

## Impiego operativo
Il 23 giugno 1924, il tenente Russell Maughan, pilota collaudatore dell'esercito, partì dal campo di Mitchel Field, vicino a New York, su un PW-8, modificato con serbatoi aggiuntivi per il carburante e l'olio, ed effettuò il primo volo transcontinentale diurno attraverso gli Stati Uniti. Rifornito cinque volte, atterrò a San Francisco (California), alle 21:46, un minuto prima del tramonto, coprendo i 4 297 chilometri in 20 ore e 48 minuti. Il tempo di volo comprendeva quattro fermate di 30 minuti ognuna, previste ed una, non pianificata a North Platte (Nebraska), perché un campo fangoso nel Missouri non gli aveva permesso di effettuare un rifornimento completo. Maughan aveva inoltre perso un'ora per riparare una valvola della benzina che un meccanico aveva rotta.
I 15 P-1 originali, servirono nel 27° e nel 94º squadrone del 1° Pursuit Group, di stanza a Selfridge Field (Michigan).
Il primo Hawk a servire nell'Air Corps, fu il P-1A (17°, 27° e 94° Pursuit Squadron) debuttando nel 1925. L'ordine di maggior consistenza fu avanzato nell'ottobre del 1928 e riguardò velivoli dalla variate P-1, che furono consegnati nell'aprile del 1929.

## Varianti
In totale furono prodotti 202 esemplari tra: PW-8, P-1, P-2, P-3, P-4, P-5, AT-4 ed AT-5.
XPW-8
Tre fabbricati, uno modificato come  XPW-8A  e successivamente XPW-8B, uno convertito come aereo di osservazione a due posti, CO-X.
PW-8
25 prodotti ed utilizzati dal 17° Pursuit Squadron
XPW-8A
 XPW-8  modificato con un nuovo sistema di raffreddamento e nuove ali per effettuare test
XPW-8B
'Modello 34'; Un  XPW-8A  dotato di un'ala particolare, fu il prototipo per la serie P-1.
P-1
'Modello 34A'; Versione produttiva del  XPW-8B  con il timone modificato ed il profilo aerodinamico della struttura dell'ala ad Y, alimentato da un motore Curtis V-1150-1 (D12) da 435 HP (324 kW), dieci esemplari costruiti.
P-1A
'Modello 34G';  P-1  con fusoliera allungata, ruote più grandi e sistema di carburante rivisto, motore Curtiss D-12C, 25 unità costruite e tre conversioni da P-2. Gli ultimi due vennero convertiti in prototipi  XAT-4  da addestramento e XP-3. Consegnati nel 1926.
XP-1A
Un  P-1A  usato per prove di sviluppo.
P-1B
'Modello 34I'; 25 prodotti con motore Curtiss V-1150-3 (D-12D). Aumento del peso e riduzione delle prestazioni. Consegnati nel 1927.
P-1C
'Modello 34O'; 33 costruiti con motore Curtiss V-1150-5 (D-12E). Il peso aumentato ha ulteriormente peggiorato le prestazioni. Consegnati nel 1927-28.
XP-1C
Un  P-1C  dotato di un radiatore rivisto.
P-1D
24 conversioni da addestratori AT-4, rimotorizzati coi Curtiss V-1150-3 (D-12D).
P-1E
Quattro convertiti da addestratori AT-5 rimotorizzati coi Curtiss V-1150-3 da 440 hp (328 kW) inizialmente denominati  AT-4  e convertiti in  XAT-5  prototipo. Tutti ri-motorizzati e convertiti in P-1E.
P-1F
24 conversioni da addestratori AT-5A, uno convertito da XP-21A, tutti rimotorizzati coi Curtiss V-1150-3 nel 1929.
P-2
'Modello 34B';  P-1  con motore Curtiss V-1400 da 500 hp (373 kW), cinque esemplari costruiti. Tre successivamente convertiti in P-1A e uno rimotorizzato col Curtiss V-1570-1 e denominato XP-6.
XP-3
Versione con motore radiale, uno convertito da un  P-1A  con motore Curtiss R-1454, successivamente convertito in 'XP-3A'.
XP-3A
XP-3 rimotorizzato con un motore Pratt & Whitney R-1340-1 da 410 hp (306 kW)
XP-21
XP-3A rimotorizzato con motore Pratt & Whitney R-985 Wasp Junior.
P-3A
Modello 34N; cinque aeromobili prodotti come  AT-5A  con un motore da 410 hp (306 kW), Pratt & Whitney R-1340-7.
XP-4
 P-1A  modificato con un motore sovralimentato da 510 hp (380 kW) Packard 1A-1530
XP-5
 P-1A  con un motore Curtiss V-1150-3 da 435 hp (324 kW)
P-5
Modello 34L; quattro costruiti, uguali a XP-5 più tardi modificati con il motore Curtiss D-12F
XAT-4
Modello 34J;  P-1A  rimotorizzato con un motore da 180 hp (134 kW) Wright-Hispano E come addestratore avanzato.
AT-4
Versione di produzione del XAT-4, 40 ordinati, i primi 35 vennero convertiti nel 1929 in  P-1D  con il motore Curtiss D-12 e i restanti vennero completati come AT-5.
AT 5
Modello 34J; cinque aerei, originariamente AT-4, poi rimotorizzati con un Wright J-5 da 220 hp (164 kW), successivamente convertiti in P-1E.
AT-5A
Modello 34M; 31 aerei, basati sul  P-1B  con fusoliera allungata, successivamente convertiti in P-1F.
CO-X
Il primo prototipo XPW-8 venne successivamente convertito in un velivolo da osservazione a due posti.

## Utilizzatori
Bolivia
- Quattro P-1 venduti alla Bolivia.[6]

 Cile
- Otto P-1A ed otto P-1B venduti al Cile.[6]

 Giappone
- Un P-1A venduto al Giappone.[6]

 Thailandia
- Kongthap Akat Thai

Designati Hawk III o Hawk 3, servirono nell'aeronautica militare thailandese tra il 1934 ed il 1949.
 Stati Uniti
- United States Army Air Corps

### Riviste
- Bowers, Peter M. "The Great Fighter Fly-Offs: Curtiss vs. Boeing". Wings, Volume 31, Number 1, February 2001.